# The Hottentot (film 1929)
The Hottentot è un film muto del 1929 diretto da Roy Del Ruth. Prodotto dalla Warner Bros., in doppia versione (muta e sonora), aveva come interpreti Edward Everett Horton, Patsy Ruth Miller, Douglas Gerrard, Edward Earle.
La sceneggiatura di Harvey F. Thew adattò per lo schermo l'omonimo lavoro teatrale di Victor Mapes e William Collier andato in scena in prima al George M. Cohan's Theatre di Broadway il 1º marzo 1920. La commedia di Mapes e Collier aveva già avuto una versione cinematografica con un altro The Hottentot, un film del 1922 prodotto da Thomas H. Ince con Douglas MacLean e Madge Bellamy.

## Trama
Scambiato per un equivoco per un famoso campione di equitazione, a Sam Harrington viene chiesto da Peggy Fairfax di montare per un concorso ippico Hottentot, il suo cavallo. Sam, innamorato della sua entusiasta ammiratrice, cerca di non deluderla, ma Hottentot lo butta giù di sella. Con l'aiuto del maggiordomo dei Fairfax, alla fine Sam riuscirà a vincere le proprie paure e a vincere la gara insieme all'amore di Peggy.

## Produzione
Il film fu prodotto dalla Vitaphone Corporation (Warner Bros.)

## Distribuzione
Il copyright del film, richiesto dalla Warner Bros. Pictures, Inc., fu registrato il 15 luglio 1929 con il numero LP524.

Distribuito dalla Warner Bros., il film uscì nelle sale statunitensi in versione sonora il 10 agosto 1929 mentre la versione muta venne distribuita il 28 settembre 1929. In Svezia, il film fu distribuito il 25 gennaio 1930; nei Paesi Bassi, il 30 gennaio 1931 dalla Loet C. Barnstijn's Standaard Films con il titolo Hottentot, het wilde paard.
Non si conoscono copie ancora esistenti della pellicola che viene considerata presumibilmente perduta.